# 永すぎた春/ハイパーリアリスト
「永すぎた春/ハイパーリアリスト」（ながすぎたはる/ハイパーリアリスト）は、パスピエの楽曲で、通算7枚目のシングル。2016年7月27日にワーナーミュージック・ジャパンから発売された。

## 概要
- 前作「ヨアケマエ」より約3ヶ月ぶりの作品。またメジャーデビュー後2度目の両A面シングル。
- 「永すぎた春」のタイトルは三島由紀夫の同名作が由来[1]。
- 「今日も雨」はシンガーソングライター倉橋ヨエコのカバー（2007年のアルバム『色々』収録）。
- 今作からプロモーションなどで顔出しが解禁されるようになった。

## 収録曲
| 全編曲: パスピエ。 |                        |              |            |       |
| #                  | タイトル               | 作詞         | 作曲       | 時間  |
| 1.                 | 「永すぎた春」         | 大胡田なつき | 成田ハネダ | 4:16  |
| 2.                 | 「ハイパーリアリスト」 | 大胡田なつき | 成田ハネダ | 3:47  |
| 3.                 | 「REM」                | 大胡田なつき | 成田ハネダ | 3:30  |
| 4.                 | 「今日も雨」           | 倉橋ヨエコ   | 倉橋ヨエコ | 5:17  |
| 合計時間:          | 合計時間:              | 合計時間:    | 合計時間:  | 16:50 |